# Academia Guanambiense de Letras
A Academia Guanambiense de Letras, com sigla AGL, foi fundada em 18 de fevereiro de 1999, é a entidade literária representativa da cidade baiana de Guanambi.
A academia nasceu com propósitos muito bem definidos: ser uma sociedade civil de caráter estritamente cultural, sem fins lucrativos e com personalidade jurídica própria. A iniciativa partiu dos escritores Benedito Teixeira Gomes, Benevaldo Pereira Costa, Dário Teixeira Cotrim, Juarez Elcino, Delia de Castro, Elzita Ladeia, Ney Clayton Natanael Melo, Sizaltina Donato , Terezinha Teixeira dos Santos, Valdir da Silveira Lima, Wagner Morais, Vandilson Bomfim e João Martins, jornalista que também foi seu primeiro Presidente.

## Relação de Patronos da Academia Guanambiense de letras
- 1.º Otelino Ferreira Costa
- 2.º Joaquim Dias Guimarães
- 3.º Domingos Antônio Teixeira
- 4.º Antonio Frederico de Castro Alves
- 5.º Camerino Batista Neves
- 6.º João Gumes
- 7.º Anísio Spínola Teixeira
- 8.º Gileno Pereira Donato
- 9.º Laert Ribeiro da Silva
- 10.º Júlio Afrânio Peixoto
- 11.º Vilobaldo Neves Freitas
- 12.º Joaquim Maria Machado de Assis
- 13.º Maria Amaral Guimarães Godim
- 14.º Washington Domingues de Souza
- 15.º Benjamin Vieira Costa
- 16.º Gercino Coelho
- 17.º Dom Sebastião Laranjeiras